# Aziatisch-Oceanisch kampioenschap korfbal 1990
Het Aziatisch-Oceanisch kampioenschap korfbal 1990 was de eerste editie van dit internationale toernooi.
Het deelnemersveld van deze editie bestond uit 4 landenteams en het toernooi werd gespeeld in Indonesië.
De eerste wedstrijd van dit toernooi werd gespeeld op 28 februari 1990; een wedstrijd tussen Australië en Indonesië.

## Deelnemers
- Indonesië (gastland)
- Australië
- Hongkong
- Chinees Taipei

## Toernooi

### Poule Fase
|                  |           |        |           |                              |
| 28 februari 1990 | Australië | 12 - 5 | Indonesië | Scheidsrechter: Chih-Wen Lee |
| 28 februari 1990 |           |        |           | Scheidsrechter: Chih-Wen Lee |

|                  |                |        |          |                              |
| 28 februari 1990 | Chinees Taipei | 21 - 9 | Hongkong | Scheidsrechter: Leo van Huêt |
| 28 februari 1990 |                |        |          | Scheidsrechter: Leo van Huêt |

|              |           |       |          |                              |
| 1 maart 1990 | Australië | 9 - 1 | Hongkong | Scheidsrechter: Chih-Wen Lee |
| 1 maart 1990 |           |       |          | Scheidsrechter: Chih-Wen Lee |

|              |                |         |           |                              |
| 1 maart 1990 | Chinees Taipei | 17 - 11 | Indonesië | Scheidsrechter: Leo van Huêt |
| 1 maart 1990 |                |         |           | Scheidsrechter: Leo van Huêt |

### Plek 3 & 4
|              |           |        |          |                              |
| 2 maart 1990 | Indonesië | 8 - 10 | Hongkong | Scheidsrechter: Chih-Wen Lee |
| 2 maart 1990 |           |        |          | Scheidsrechter: Chih-Wen Lee |

### Finale
|              |           |        |                |                              |
| 2 maart 1990 | Australië | 7 - 11 | Chinees Taipei | Scheidsrechter: Leo van Huêt |
| 2 maart 1990 |           |        |                | Scheidsrechter: Leo van Huêt |

## Eindstand van het toernooi
| Plaats op ranglijst | Team           |
| ------------------- | -------------- |
| Goud                | Chinees Taipei |
| Zilver              | Australië      |
| Brons               | Hongkong       |
| 4                   | Indonesië      |

| Kampioen van 1990 |
| ----------------- |
| Chinees Taipei    |

1990 · 
1992 · 
1994 · 
1998 · 
2002 · 
2004 · 
2006 · 
2010 · 
2014 · 
2018 · 
2022 ·